# SSL (Unternehmen)
SSL (ehemals Space Systems/Loral und SS/L) ist ein kanadisch/US-amerikanisches Unternehmen, das Satelliten und Raumfahrtsysteme für Regierungseinrichtungen und zivile Abnehmer herstellt. Seit 1960 hat das Unternehmen mehr als 270 Satelliten hergestellt. SSL ist eine Tochtergesellschaft des kanadischen Elektro-, Luft und Raumfahrtunternehmens Maxar Technologies.

## Geschichte
Das Unternehmen wurde 1957 in der San Francisco Bay Area als Western Development Laboratories (WDL), eine Tochtergesellschaft der Philco Corporation, gegründet. Bereits 1960 baute Philco WDL für die US Air Force
den Kommunikationssatelliten Courier 1B, den ersten aktiven Relaissatelliten der Welt.
1961 wurde die Fa. vom Automobilunternehmen Ford übernommen und 1966 zu Philco-Ford umbenannt. Im gleichen Jahr initialisierte Philco-Ford das Initial Defence Communication Satellite Program und baute im Program über die Zeit bis 1968 insgesamt 26 Satelliten.
1971 baute Philco-Ford den ersten NATO-1-Satelliten, der eine Kommunikationsverbindung zwischen dem NATO-Hauptquartier in Brüssel und weiteren Niederlassungen der NATO-Verbündeten sicherstellen konnte.
In den folgenden Jahren wurde das Unternehmen mehrmals umbenannt (Aeronutronic Ford und später Ford Aerospace), bis 1990 die Raumfahrt-Sparte von Ford an Loral Space & Communications verkauft wurde und damit den heutigen Namen Space Systems/Loral bekam.
Zwischen 1994 und 2001 baute Loral fünf geostationäre Wettersatelliten für die NASA und im Jahr 2000 begann Loral mit der Auslieferung der ersten Sirius-Satellite-Radio-Satelliten. 2005 baute das Unternehmen den Thaicom-4-Kommunikationssatelliten.
2012 wurde Loral vom kanadischen Raumfahrtunternehmen MacDonald & Dettwiler übernommen und mit der eigenen Tochtergesellschaft MDA Space Missions zusammengelegt. Am 2. November 2012 gab die US-amerikanische Aufsichtsbehörde ihre Zustimmung zur Übernahme.
2018 wurde über eine Einstellung der Produktion von geostationären Satelliten nachgedacht; inzwischen werden die Produkte (wie der Satellitenbus SSL-1300) von der inzwischen in Maxar Technologies umbenannten Firma in eigenem Namen vertrieben.

## Kunden
Zu den Kunden gehören u. a.: AsiaSat, DirecTV, EchoStar, Globalstar, Hispasat, Hughes Network Systems, ICO Global Communications, Intelsat, Japan MTSAT, JSC Gascom, Telesat Canada, NASA/NOAA (GOES), Optus, PanAmSat, QuetzSat, SatMex, SES S.A., SES New Skies, Shin Satellite, Sirius Satellite Radio, SpainSat, Viasat Inc. und XM Satellite Radio.